# Aeroportul Memorial Field
Aeroportul Memorial Field (IATA: HOT, ICAO: KHOT, FAA LID: HOT) este un aeroport din Arkansas, Statele Unite ale Americii ce deservește zona Hot Springs⁠(d). Aeroportul a fost tranzitat în 2019 de 9.754 de pasageri.
Situat la o altitudine de 165 m, aeroportul dispune de 2 piste.

## Infrastructură

### Piste
Aeroportul dispune de 2 piste. Pista 05/23 are suprafața de asfalt și dimensiunile 6.595 picioare × 150 picioare. Pista 13/31 are suprafața de asfalt și dimensiunile 4.098 picioare × 100 picioare. 